# レオーン3世
レオーン3世“イサウロス”（レオーン3せい“イサウロス”、ギリシア語：Λέων Γʹ ὁ Ἴσαυρος （Leōn III ho Isauros）、685年頃 - 741年6月18日）は、東ローマ帝国イサウリア朝の初代皇帝（在位：717年 - 741年）。「レオーン」は「獅子」の意で、ラテン語では「レオ（Leo）」となる。中世ギリシア語では「レオン」。

## 出自
渾名の“イサウロス”が示すように、一般には小アジア半島南東部のイサウリア地方の出身とされているが、これは9世紀に生まれた誤伝である。彼は実際にはシリアとキリキア地方の境域部に位置するゲルマニケイア（現カフラマンマラシュ）の出身。ゲルマニケイアにはコンスタンティノス5世の時代までレオーンの一族が住んでいた。

## 生涯
元々の名前はコノン。青年期にユスティニアノス2世の植民政策でトラキアへ移住した。彼の初期の経歴は不明な点が多い。9世紀の年代記作者テオファネスによると、失脚したユスティニアノス2世が再起を図るべく705年にコンスタンティノポリスを目指して行軍した際、帝位奪還に協力した功績で取り立てられるようになったという。だが彼はユスティニアノスから疑念をもたれて辺境のコーカサス地方に左遷させられた。また後代の史書によると、コーカサス地方から帰還した時にはアナスタシオス2世時代になっていたという。一方同じく9世紀の年代記作者であるゲオルギオスによると、南イタリアに艦隊司令官として派遣されているともいう。一般にはテオファネスの報告が紹介されることが多いが、しかし不自然な点も多い。おそらくはコーカサス地方から帰還した後、南イタリアに派遣されたのだろう。またそれ以外にも、テマの何らかの官職に就いていた可能性が印章資料の分析から指摘されている。
経歴が明らかなのは、アナスタシオス2世によってテマ・アナトリコンの長官に任じられて以降である。この時期にはウマイヤ朝の軍がすでに小アジアに侵入してきており、イスラーム軍の司令官であるマスラマ（アブドゥルマリクの息子）がアナトリコンの中心都市であるアモリオンに迫っていた。だがレオーンは計略によってマスラマの軍を一旦後退させたあと、テマ・アルメニアコンの長官で盟友のアルタヴァスドスとともにコンスタンティノポリスに向かった。コンスタンティノポリス対岸のクリュソポリスに到達すると、コンスタンティノポリス総主教のゲルマノス1世らがテオドシオス3世を退位させ、レオーン3世として即位した。
レオーン3世が即位してまもなく、マスラマの軍がコンスタンティノポリスに到達し、8月15日から第二次コンスタンティノポリス包囲戦を開始した。これに対し、レオーン3世は金角湾の入り口を鎖で封鎖する一方、時には自ら艦隊を指揮してイスラームの補給艦隊を撃破している。補給が滞ったこともあってウマイヤ朝の軍は窮乏し、レオーン3世の要請によって南下してきたブルガリアの軍にも悩まされた。結局ウマイヤ朝の軍は718年8月15日に撤退を開始した。これ以降後代のオスマン帝国の時代まで、イスラーム軍によって首都が包囲されることはなかった。
即位後しばらくは、テマ・シチリアにおける反乱や、719年のアナスタシオス2世の陰謀などもあったが、徐々にレオーン3世の政権は安定していった。レオーン3世は盟友のアルタヴァスドスをそれまで陰謀の中心になっていたテマ・オプシキオンの長官に任じて、小アジアのテマを把握する体制を整えた。なお、かつてはレオーン3世の時代にテマ・アナトリコンからテマ・トラケシオンが分割されたと考えられていたが、現在ではこの見解はほぼ否定されている。陸のテマには手を付けなかったが、レオーン3世はオプシキオンと同じく陰謀の温床となっていた帝国艦隊の分割は実行し、小アジア南部にテマ・キビュライオタイが設置されている。
このように帝国側の体制が整っていったことや、ウマイヤ朝が徐々に衰退していったこともあって、730年代以降はウマイヤ朝の小アジア侵攻が大きな成果を生まなくなっていく。そして740年にはアクロイノンの戦いでウマイヤ朝の軍から決定的な勝利を奪い、以後小アジアへの侵攻は激減する。一方、イタリア方面ではシチリア島で艦隊の強化を進めてチュニスから襲来するイスラーム艦隊に対抗するも、イタリアで重税を課したこともあってイタリア北中部での統治力は揺らぎ、732年頃には一時ラヴェンナがランゴバルド王国のリュートプランド王によって制圧されてしまう。
内政面では、『ローマ法大全』の要約・改訂版である『エクロゲー』（中世ギリシャ語読みではエクロイ。「法の抜粋」の意）と呼ばれる法律集を741年（あるいは726年）に発行した。また、レオーン3世はイコン崇敬を異端であると見なして726年にイコン崇敬の禁止令を出し、聖像破壊運動（イコノクラスム）を開始し、かなり厳しい弾圧を強いた。

## 聖像破壊運動の余波
730年には総主教ゲルマノス1世が罷免された。また、聖像破壊運動に同意せずにイコン崇敬を続けたことで拷問を受け、のちに正教会に列聖された聖人としては、ダマスコのイオアン、克肖者表信者ヴァシリオス（ワシリイ）がいる。この問題がきっかけとなって東ローマ皇帝はローマ教皇と対立し、カトリック教会との乖離を深めてゆく。聖像破壊運動は東西教会ともに787年、第2ニカイア公会議決議により聖像擁護を認めることで決着したが、両教会の教義上の差異は後にフィリオクェ問題をきっかけとして再び顕在化することとなる。